# Syndicat mixte du Pays du Mont-Blanc
 (août 2025).
Motif : notoriété ?
- Archive Wikiwix
- Bing
- Cairn
- DuckDuckGo
- E. Universalis
- Gallica
- Google
- G. Books
- G. News
- G. Scholar
- Persée
- Qwant
- (zh) Baidu
- (ru) Yandex
- (wd) trouver des œuvres sur Wikidata

| 1. | Préciser le motif de la pose du bandeau. | Précisez le motif de la pose du bandeau en utilisant la syntaxe suivante : {{admissibilité à vérifier\|date=août 2025\|motif=remplacez ce texte par le motif}}                                            |
| 2. | Informer les utilisateurs concernés.     | Pensez à avertir le créateur de l'article, par exemple, en insérant le code ci-dessous sur sa page de discussion : {{subst:avertissement admissibilité à vérifier\|Syndicat mixte du Pays du Mont-Blanc}} |

Le syndicat mixte du Pays du Mont-Blanc était un syndicat mixte français situé dans le département de la Haute-Savoie. En 2013, la structure est dissoute et est remplacée par la Communauté de communes Pays du Mont-Blanc.

## Activités
Le syndicat intercommunal à vocations multiples du Pays du Mont-Blanc est chargé de la gestion :
- d’équipements administratifs ;
- d’équipements sportifs.

C'est un établissement public de coopération intercommunale qui coordonne la communication entre les différentes communes adhérentes. Ce syndicat gère, en outre, l’organisation des transports scolaires.

## Composition
Le SIVOM Pays du Mont-Blanc est composé des 14 communes que sont :
- Chamonix Mont-Blanc (9 830 hab.)
- Combloux (1 976 hab.)
- Cordon (881 hab.)
- Demi-Quartier (1 029 hab.)
- Domancy (1 710 hab.)
- Les Contamines-Montjoie (1 129 hab.)
- Les Houches (2 706 hab.)
- Megève (4 509 hab.)
- Passy (10 478 hab.)
- Praz-sur-Arly (1 315 hab.)
- Saint-Gervais-les-Bains (5 276 hab.)
- Sallanches (18 500 hab.)
- Servoz (818 hab.)
- Vallorcine (390 hab.)

## Dirigeants
- Présidente : Solange Spinelli
- Vice-président : Serge Paget
- Vice-président : Yann Jaccaz
- Vice-président : Yves Tissot
- Vice-président : Eric Fournier